# Takeshi Terada
Takeshi Terada (寺田 武史 Terada Takeshi?), född 21 mars 1980 i Ibaraki prefektur, är en japansk före detta fotbollsspelare.
Terada började sin karriär 2002 i Thespa Kusatsu. Han spelade 199 ligamatcher för klubben. Han avslutade karriären 2009.